# Myzostoma crenatum
Myzostoma crenatum is een ringworm uit de familie Myzostomatidae.
Myzostoma crenatum werd in 1883 voor het eerst wetenschappelijk beschreven door Graff.